# Орден на Светия гроб Господен (католицизъм)
 Тази статия е за католическия орден.  За православния орден вижте Орден на Светия гроб Господен (православие).  
Орденът на Светата гробница (на латински: Ordo Equestris Sancti Sepulcri Hierosolymitani) е най-престижният християнски рицарски орден.
Католическият орден е създаден през XI век от Годфроа дьо Буйон, водач на Първия кръстоносен поход. Той понастоящем е под покровителството на Светия престол.